# Qualificazioni al campionato mondiale femminile di calcio 2023 - UEFA - Fase a gironi, gruppo A
Il gruppo A delle qualificazioni al campionato mondiale femminile di calcio 2023 è composto da cinque squadre: Svezia, Finlandia, Irlanda, Slovacchia e Georgia. La composizione dei sette gruppi di qualificazione della sezione UEFA è stata sorteggiata il 30 aprile 2021.

## Formula
Le cinque squadre si affrontano in un girone all'italiana con partite di andata e ritorno, per un totale di 10 partite. La squadra prima classificata si qualifica direttamente alla fase finale del torneo, mentre la seconda classificata accede ai play-off qualificazione.
In caso di parità di punti tra due o più squadre di uno stesso gruppo, le posizioni in classifica verranno determinate prendendo in considerazione, nell'ordine, i seguenti criteri:
1. maggiore numero di punti negli scontri diretti tra le squadre interessate (classifica avulsa);
2. migliore differenza reti negli scontri diretti tra le squadre interessate (classifica avulsa);
3. maggiore numero di reti segnate negli scontri diretti tra le squadre interessate (classifica avulsa);
4. maggiore numero di reti segnate in trasferta negli scontri diretti tra le squadre interessate (classifica avulsa), valido solo per il turno di qualificazione a gironi;
5. se, dopo aver applicato i criteri dall'1 al 4, ci sono squadre ancora in parità di punti, i criteri dall'1 al 4 si riapplicano alle sole squadre in questione. Se continua a persistere la parità, si procede con i criteri dal 6 all'11;
6. migliore differenza reti;
7. maggiore numero di reti segnate;
8. maggiore numero di reti segnate in trasferta;
9. maggiore numero di vittorie nel girone;
10. maggiore numero di vittorie in trasferta nel girone;
11. classifica del fair play;
12. posizione nel ranking UEFA in fase di sorteggio.

## Classifica
| Pos | Squadra    | Pt | G | V | N | P | GF | GS | DR  |
| --- | ---------- | -- | - | - | - | - | -- | -- | --- |
| 1.  | Svezia     | 22 | 8 | 7 | 1 | 0 | 32 | 2  | +30 |
| 2.  | Irlanda    | 17 | 8 | 5 | 2 | 1 | 26 | 4  | +22 |
| 3.  | Finlandia  | 10 | 8 | 3 | 1 | 4 | 14 | 12 | +2  |
| 4.  | Slovacchia | 8  | 8 | 2 | 2 | 4 | 9  | 9  | 0   |
| 5.  | Georgia    | 0  | 8 | 0 | 0 | 8 | 0  | 54 | -54 |

## Risultati
| Arbitro: | Shona Shukrula |

|  |           |           |
|  | Marcatori | 10’ Rolfö |

| Arbitro: | Marta Frias Acedo |

|                      |           |                |
| Engman 37’ Öling 68’ | Marcatori | 63’ Mikolajová |

| Arbitro: | Lucie Šulcová |

|                                                      |           |  |
| Angeldahl 40’ Eriksson 45+4’ Seger 84’ (rig.), 90+3’ | Marcatori |  |

| Arbitro: | Ljudmyla Telbuch |

|  |           |                                             |
|  | Marcatori | 17’ Sällström 68’ Franssi 71’ (rig.) Alanen |

| Arbitro: | Deborah Anex |

|  |           |                      |
|  | Marcatori | 39’ (aut.) Lo. Quinn |

| Arbitro: | Lizzy Van Der Helm |

|                              |           |  |
| Mikolajová 38’ Šurnovská 40’ | Marcatori |  |

| Arbitro: | Alexandra Collin |

|            |           |                               |
| Engman 52’ | Marcatori | 9’ Connolly 56’ D. O'Sullivan |

| Arbitro: | Esther Staubli |

|                      |           |               |
| Rolfö 11’ Hurtig 80’ | Marcatori | 29’ Sällström |

| Arbitro: | Jelena Cvetković |

|            |           |               |
| McCabe 65’ | Marcatori | 47’ Šurnovská |

| Arbitro: | Angelika Soeder |

|                                   |           |  |
| Hurtig 19’ Rolfö 59’ Ilestedt 69’ | Marcatori |  |

| Arbitro: | Jurgita Mačikunytė |

| |           |  |
| Bebia 4’ (aut.) Carusa 21’ Lu. Quinn 37’ D. O'Sullivan 45+4’, 58’, 62’ McCabe 70’ (rig.), 73’ Noonan 82’ Barrett 89’ Caldwell 90+2’ | Marcatori |  |

| Arbitro: | Hristiyana Guteva |

|  |           | |
|  | Marcatori | 3’ Rolfö 8’, 32’, 39’ Angeldahl 15’, 21’ Blackstenius 18’ Sembrant 27’ Ilestedt 29’ J. Andersson 35’, 42’ Hurtig 67’ Blomqvist 76’, 81’ (rig.) Asllani 90+4’ Schough |

| Arbitro: | Monika Mularczyk |

|               |           |             |
| Šurnovská 16’ | Marcatori | 6’ Hyyrynen |

| Arbitro: | Reelika Turi |

|                                                                                     |           |  |
| Alanen 24’ Summanen 35’ (rig.), 65’ Engman 39’ Kalandadze 55’ (aut.) Danielsson 73’ | Marcatori |  |

| Arbitro: | Iuliana Demetrescu |

|             |           |            |
| Asllani 79’ | Marcatori | 44’ McCabe |

| Arbitro: | Meliz Özçiğdem |

|  |           |                                                                                                |
|  | Marcatori | 6’, 45+2’, 75’ McCabe 13’ Fahey 19’ Connolly 49’, 73’ Lo. Quinn 82’ Larkin 90+3’ D. O'Sullivan |

| Arbitro: | Viki De Cremer |

|  |           |                                                       |
|  | Marcatori | 1’ Hmírová 17’ Fischerová 63’ Šurnovská 79’ Vojteková |

| Arbitro: | Stéphanie Frappart |

|         |           |  |
| Agg 54’ | Marcatori |  |

| Arbitro: | Ivana Martinčić |

|  |           |                                                                    |
|  | Marcatori | 17’ Blackstenius 29’ Hurtig 63’ Sembrant 68’ Blomqvist 90+2’ Rolfö |

| Arbitro: | María Martínez |

|  |           |                   |
|  | Marcatori | 37’ D. O'Sullivan |

## Statistiche

### Classifica marcatrici
7 reti
- Katie McCabe (1 rig.)

6 reti
- Denise O'Sullivan

5 reti
- Lina Hurtig
- Fridolina Rolfö

4 reti
- Martina Šurnovská
- Filippa Angeldahl

3 reti
- Adelina Engman
- Kosovare Asllani (1 rig.)
- Stina Blackstenius

2 reti
- Emmi Alanen (1 rig.)
- Linda Sällström
- Eveliina Summanen (1 rig.)
- Megan Connolly
- Louise Quinn
- Mária Mikolajová
- Rebecka Blomqvist
- Amanda Ilestedt
- Caroline Seger (1 rig.)
- Linda Sembrant

1 rete
- Jenny Danielsson
- Sanni Franssi
- Tuija Hyyrynen
- Ria Öling
- Lily Agg
- Amber Barrett
- Diane Caldwell
- Kyra Carusa
- Niamh Fahey
- Abbie Larkin
- Saoirse Noonan
- Lucy Quinn
- Patrícia Fischerová
- Patrícia Hmírová
- Jana Vojteková
- Jonna Andersson
- Magdalena Eriksson
- Olivia Schough

Autoreti
- Maiko Bebia (1 a favore dell'Irlanda)
- Mariam Kalandadze (1 a favore della Finlandia)
- Louise Quinn (1 a favore della Svezia)